# Alena Bienz
Alena Bienz (* 5. März 2003 in Wolhusen) ist eine Schweizer Fussballspielerin. Seit dem 1. Juli 2025 ist sie Vertragsspielerin beim SC Freiburg.

## Karriere

### Vereine
Bienz spielte zunächst bis zum 17. Lebensjahr für die Nachwuchsmannschaft des FC Luzern. Noch als B-Jugendspielerin kam sie für die erste Mannschaft in der Super League, die höchste Spielklasse im Schweizer Frauenfussball, zum Einsatz. Ihr Debüt im Seniorinnenbereich gab sie bereits am 14. Dezember 2019 (13. Spieltag) beim 9:0-Sieg im Auswärtsspiel gegen den FCF Rapid Lugano mit Einwechslung für Victoria Bischof in der 57. Minute. In der Folgesaison bestritt sie 27 von 28 Saisonspiele, in denen sie drei Tore erzielte. Ihr Tordebüt hatte sie am 29. August 2020 (4. Spieltag) bei der 1:5-Niederlage im Auswärtsspiel gegen den späterem Meister Servette FC Chênois Féminin mit dem Treffer zum Endstand in der 82. Minute. Sie kam in nationalen Pokalwettbewerb ab der 2. Runde in fünf Spielen bis zum Finale zum Einsatz und erzielte vier Tore. Das am  5. Juni 2021 im Stadion Letzigrund ausgetragene Finale gegen den FC Zürich wurde durch zwei Tore ihrer Mitspielerin Svenja Fölmli mit 2:0 gewonnen. In der Saison 2021/22 erzielte sie sieben Tore in zwölf Punktspielen, bevor sie den Verein verliess.
Zur Saison 2022/23 wurde sie vom  1. FC Köln verpflichtet, der sie bis zum 30. Juni 2025 an sich band. Sie bestritt alle 22 Saisonspiele und debütierte zum Saisonauftakt am 18. September 2022 beim 3:1-Sieg im Heimspiel gegen die TSG 1899 Hoffenheim mit Einwechslung für Mandy Islacker in der Nachspielzeit. Ihr Pflichtspieldebüt für den Verein gab sie bereits eine Woche zuvor beim 8:0-Zweitrundensieg des DFB-Pokalwettbewerbs gegen den Drittligisten SV Elversberg mit Einwechslung für Mandy Islacker in der 62. Minute.
Auf die Saison 2025/26 hin wechselte sie innerhalb der Bundesliga zum SC Freiburg.

### Nationalmannschaft
Bienz debütierte im Jahr 2019 für Nachwuchsnationalmannschaften des SFV gleich in zwei Altersklassen. Am 17. Mai kam sie im Rahmen des UEFA Development Tournament bei der 1:2-Niederlage gegen die U16-Nationalmannschaft Finnlands zum Einsatz. Für die U17-Nationalmannschaft kam sie erstmals am 19. September beim 12:0-Sieg über die U17-Nationalmannschaft Moldawiens im ersten Spiel der EM-Qualifikationsrunde, Gruppe 2 zum Einsatz, den sie mit zwei Toren krönte. Für die U19-Nationalmannschaft debütierte sie am 20. Oktober 2021 im ersten Spiel der EM-Qualifikationsrunde, Gruppe 5 beim 3:1-Sieg über die U19-Nationalmannschaft Nordirlands. Im Februar 2023 wurde sie in den Kader der A-Nationalmannschaft berufen. Ihr Debüt gab sie am 27. Februar 2024 im Länderspiel gegen Polen.

## Erfolge
- Schweizer Cup-Sieger 2021